# Matt Rees
Pour les articles homonymes, voir Rees.
Matt Rees est un écrivain et journaliste britannique né à Newport au Pays-de-Galles. Après avoir été correspondant de presse pour plusieurs journaux dont Time Magazine à Jérusalem entre 2000 et 2006, il est devenu écrivain de romans policiers dont l'intrigue se déroule dans les territoires palestiniens. 

## Biographie
Matt Rees a suivi des études de littérature anglaise à l'université d'Oxford en Angleterre puis de journaliste à l'université américaine du Maryland. Installé à 23 ans aux États-Unis, il devient pigiste pour des journaux financiers. Une opportunité l'amène à se rendre à Jérusalem, il va y devenir le correspondant de plusieurs journaux américains et britanniques. Son travail de journaliste en terrain de guerre sera reconnu par deux prix journalistiques pour la couverture de la bataille de Jénine notamment. Il devient le correspondant à Jérusalem de l'hebdomadaire américain Time Magazine. Son expérience longue et exigeante lui donne matière à l'écriture de romans d'un réalisme tel qu'ils sont salués par la critique comme des radioscopies de la société palestinienne. Il écrit un essai en 2004 (non traduit en français) Cain's field. Faith, fratricide and fear in the Middle East sur la corruption du pouvoir récemment et partiellement dévolu aux Palestiniens par les Israéliens à l'issue des négociations israélo-palestiniennes des années 1990. 
Son premier livre, Le collaborateur de Bethléem, est ainsi inspiré de l'assassinat d'un Palestinien chrétien comme collaborateur (avec Israël) par des factions palestiniennes très impliquées. Le sujet ayant été refusé par la presse, Matt Rees résout d'en faire l'intrigue de son premier roman.

## Œuvre

### Romans

#### SérieOmar Yussef Sirhan
- The Collaborator of Bethlehem (2007) (autre titre The Bethlehem Murders)
  - Le Collaborateur de Bethléem, Éditions Albin Michel (2007)  (ISBN 978-2-226-17718-6), réédition LGF, coll. « Le Livre de poche » no 31384 (2009)  (ISBN 978-2-253-12717-8)
- A Grave in Gaza (2008) (autre titre The Saladin Murders)
  - Une tombe à Gaza, Éditions Albin Michel (2008)  (ISBN 978-2-226-18381-1)
- The Samaritan’s Secrets (2009)
  - Meurtre chez les Samaritains, Éditions Albin Michel (2009)  (ISBN 978-2-226-19231-8)
- The Fourth Assassin (2010)

#### SérieDominic Verrazzano
- The Damascus Threat (2016)
- China Strike (2017) (autre titre The 7th Threat (2017)

#### Autres romans
- Mozart’s Last Aria (2011)
  - La Conjuration Mozart, City (2014)  (ISBN 978-2-8246-0509-8)
- A Name in Blood (2012)
  - Un nom de sang, City (2014)  (ISBN 978-2-824-60415-2)
- The Ambassador (2015) coécrit avec Yehuda Avner

## Personnages
- Omar Youssef : professeur d'histoire dans une école de jeunes filles du camp de Dehaisha à Bethléem. À 56 ans, il s'improvise détective lors d'une affaire impliquant des personnes qui lui sont chères. Il bénéficie de la protection d'un clan respecté en Cisjordanie. Torturé dans sa jeunesse et révolté par la corruption qui l'entoure, il nous fait voir la violence permanente qui traverse la société et notamment le pouvoir avec la guerre interfactions palestiniennes.

## Prix et distinctions

### Prix
- Prix New Blood Dagger 2008 pour The Collaborator of Bethlehem[1]

### Nominations
- Prix Macavity 2008 du meilleur premier roman pour The Collaborator of Bethlehem[2]
- Prix Barry 2008 du meilleur premier roman pour The Collaborator of Bethlehem[3]